# 블라디키노역 (모스크바 중앙 순환선)
블라디키노역(러시아어: Влады́кино)은 모스크바 지하철 모스크바 중앙 순환선의 역이다.

## 지리
이 역은 모스크바 북서쪽 행정 구역에 위치하고 있다.

## 환승
블라디키노 역에서는 세르푸홉스코 티미랴젭스카야 선의 블라디키노 역으로 환승이 가능하다.

## 사진

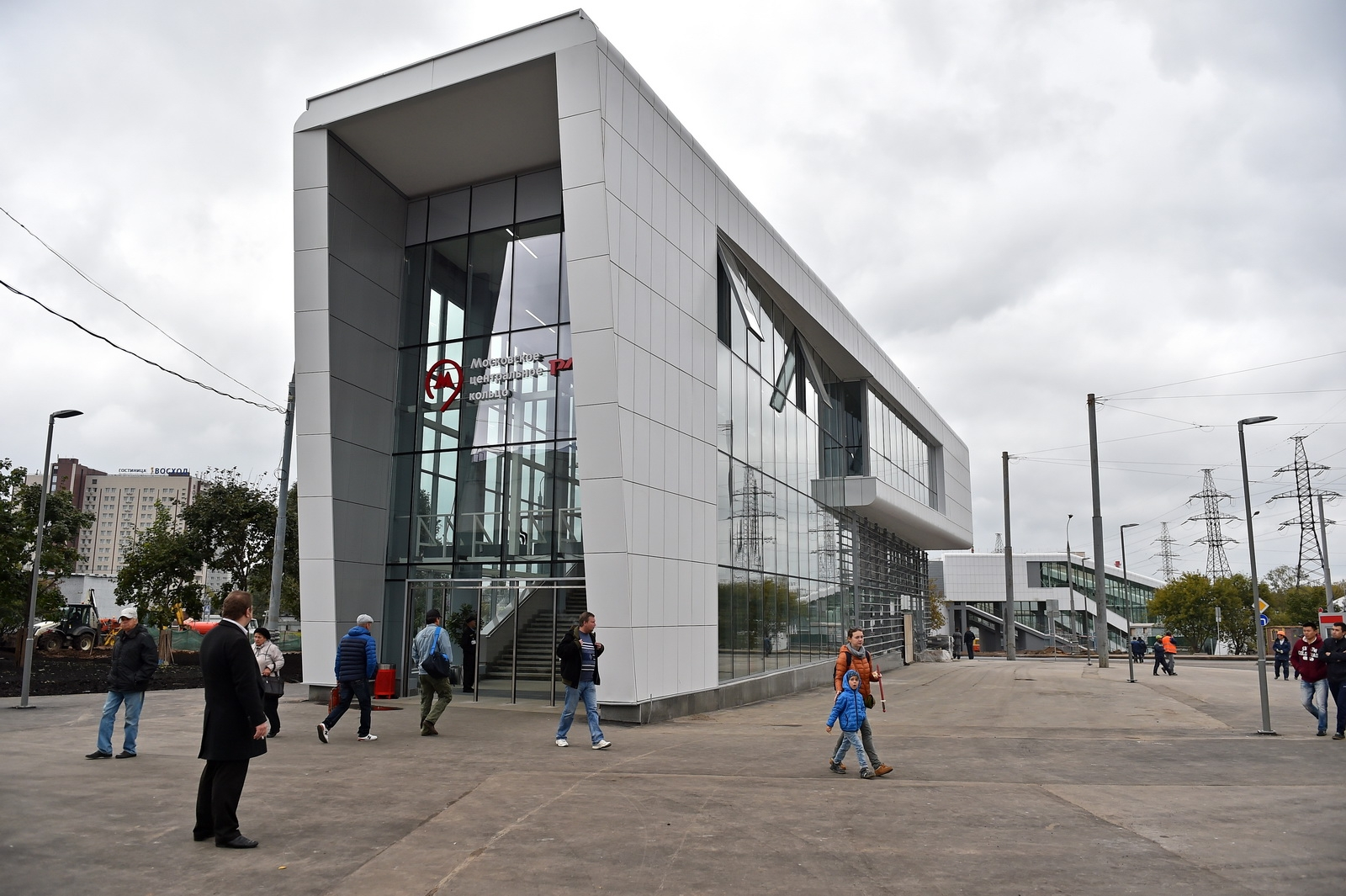
역사 전경
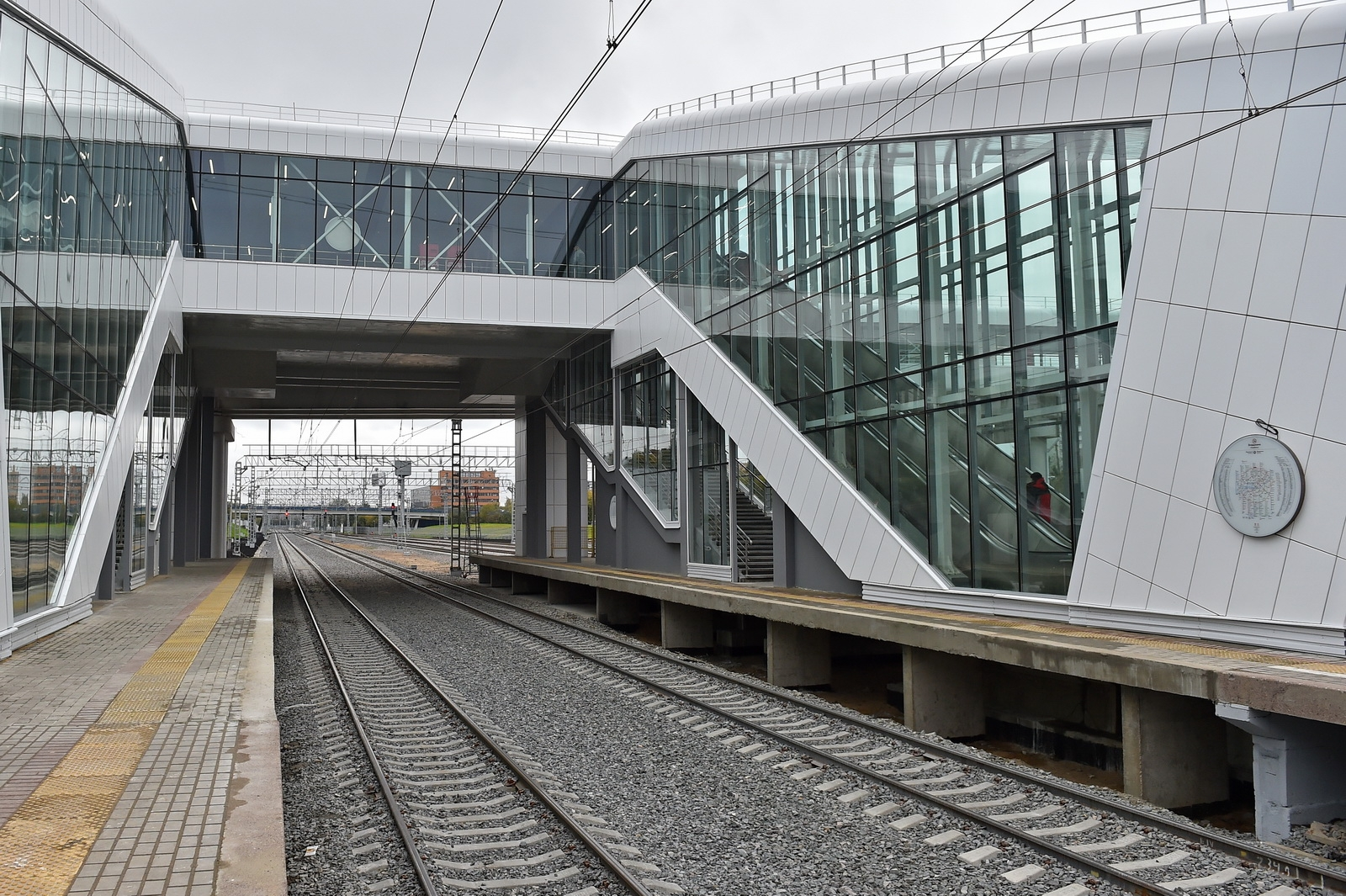
플랫폼 전경